# Lusitanops sigmoidea
Lusitanops sigmoidea är en snäckart som beskrevs av Bouchet och Waren 1980. Lusitanops sigmoidea ingår i släktet Lusitanops och familjen Turridae. Inga underarter finns listade i Catalogue of Life.